# Парламентські вибори у Великій Британії 1837
Парламентські вибори у Великій Британії відбулися з 24 липня по 18 серпня 1837 року через смерть короля Вільгельма IV і вступу на престол його доньки королеви Вікторії.
На виборах, незважаючи на посилення позицій Консервативної партії під керівництвом Роберта Піля, перемогу здобули правлячі віги на чолі з прем'єр-міністром Лордом Мельбурном.

## Результати
| Партія               | Лідер           | Відсоток голосів | Відсоток голосів | Місць в парламенті |
| Партія               | Лідер           | Кількість        | %                | Місць в парламенті |
| -------------------- | --------------- | ---------------- | ---------------- | ------------------ |
| Віги                 | Вільям Мельбурн | 418 331          | 51,7%            | 344                |
| Консервативна партія | Роберт Піль     | 379 694          | 48,3%            | 314                |
| Всього               | Всього          | 798 025          | 100%             | 658                |